# George Spencer, IV duca di Marlborough
George Spencer, IV duca di Marlborough (26 gennaio 1739 – Woodstock, 29 gennaio 1817), è stato un nobile, politico e militare inglese.

## Biografia

### Infanzia e giovinezza
Nato il 26 gennaio del 1739 come Marchese di Blandford, entrò a sedici anni nelle Coldstream Guards. Descritto come un giovane di grande avvenenza, nel 1756 divenne capitano del XX reggimento di fanteria. Tuttavia, quando due anni dopo succedette nel titolo paterno lasciò l'esercito. In contrasto con l'atteggiamento paterno non sostenne Henry Fox e inizialmente si dedicò all'amministrazione della contea di Oxford, della quale divenne Lord luogotenente nel 1760. L'anno successivo portò lo scettro e la croce all'incoronazione di Giorgio III e nel 1762 divenne Lord ciambellano, entrando al contempo nel Consiglio Privato.

### Matrimonio

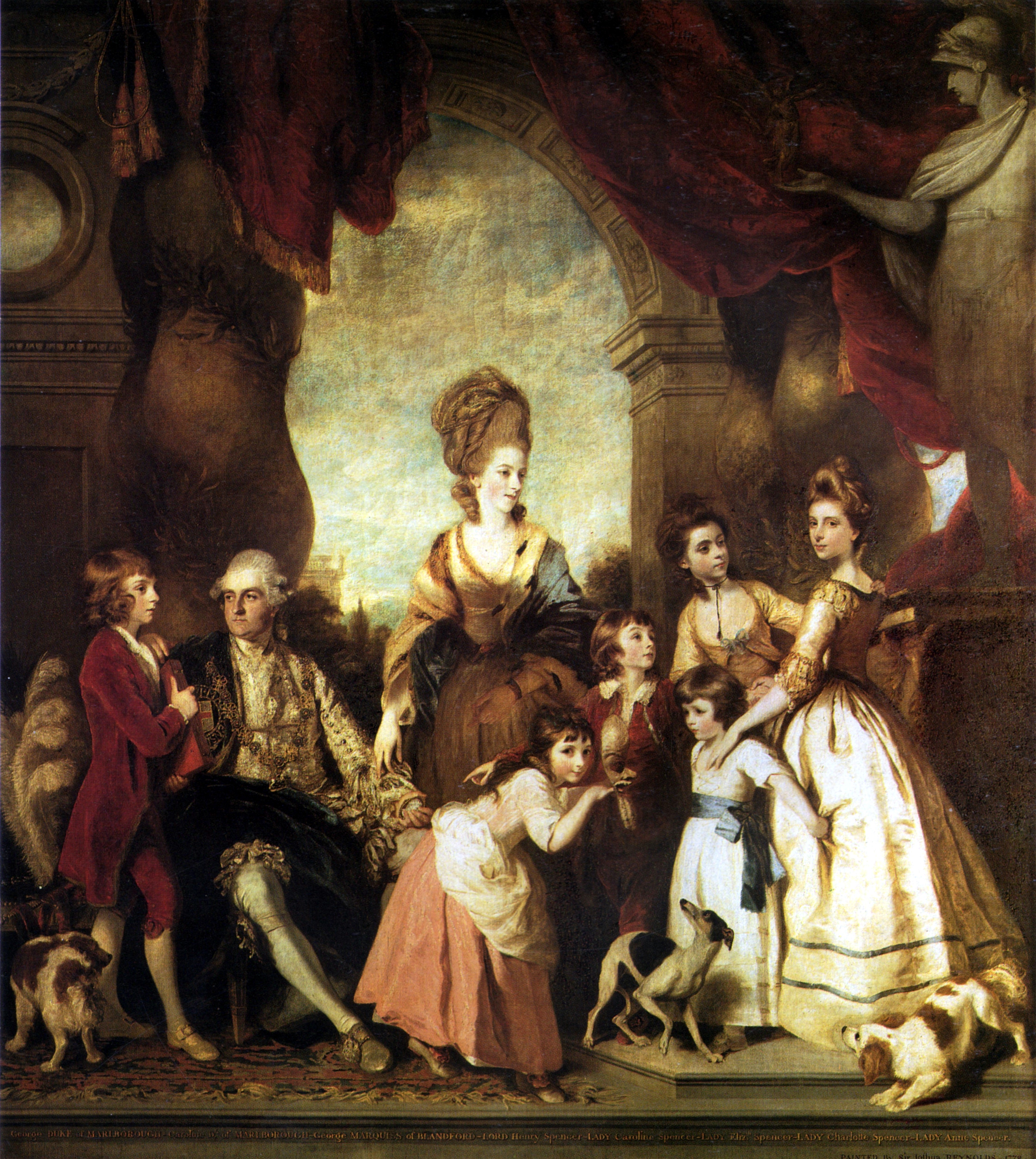
La famiglia dei Duchi di Malborough di Joshua Reynolds

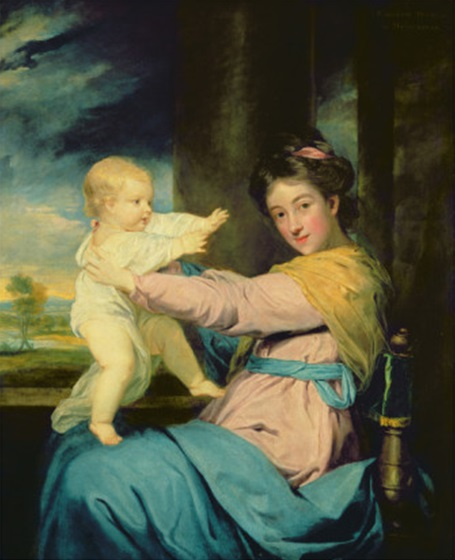
Lady Caroline Russell ritratta con la figlia Caroline da Joshua Reynolds

Sposò, il 23 agosto 1762, Lady Caroline Russell, figlia di John Russell, IV duca di Bedford. Ebbero sette figli.

### Carriera politica
Nel ministero presieduto da George Grenville (1763-1765) ricoprì l'incarico di Lord del sigillo privato. Dopo la conclusione di questa esperienza politica si avvicinò allo zio (e suocero) John Russell, IV duca di Bedford, promettendogli che non si sarebbe unito al partito di Lord Temple, rivale di Bedford. Siccome però era ansioso di diventare cavaliere della Giarrettiera, lo zio intercedette per lui, anche se Giorgio III, che detestava Bedford, non provvide all'investitura fino a dopo la morte di quest'ultimo, nel 1771. Dopo la giovinezza tuttavia il duca non partecipò più attivamente alla vita politica, limitandosi a sostenere i fratelli o i figli quando richiesto, vivendo per il resto nella quiete della reggia dei Marlborough a Blenheim Palace. L'ultima sortita avvenne nel 1779 quando lui e il cognato conte di Pembroke si schierarono contro l'Ammiragliato nel processo contro l'ammiraglio Augustus Keppel in seguito alla battaglia di Ouessant (1778).

### Ultimi anni e morte
Una passione che coltivò assiduamente fu quella per l'astronomia: fece installare nel parco di Blenheim un osservatorio e mantenne una fitta corrispondenza in merito con il conte Hans Moritz von Bruhl. Per i suoi interessi scientifici divenne membro della Royal Society nel 1786. Fu anche un raffinato collezionista e nel 1762 acquistò dal conte veneziano Anton Maria Zanetti una serie di preziosi cammei che diventeranno poi note come Gemme Marlborough (Marlborough Gems). Il Duca venne trovato morto nel suo letto a Blenheim il 29 gennaio 1817. Secondo quanto disposto ai tempi della bisnonna Sarah, alla sua morte Marlborough House tornò alla Corona.

## Discendenza
Dal matrimonio tra Lord Malborough e Caroline Russell nacquero:
- Lady Caroline Spencer (1763-1813), sposò Henry Agar-Ellis, II visconte Clifden, ebbero due figli;
- Lady Elizabeth Spencer (1764-1812), sposò il cugino John Spencer, ebbero quattro figli;
- George Spencer-Churchill, V duca di Marlborough (1766-1840);
- Lady Charlotte Spencer (1769-1802), sposò il reverendo Edward Nares, ebbero una figlia;
- Lord Henry John Spencer (1770-1795);
- Lady Anne Spencer (1773-1865), sposò Cropley Ashley-Cooper, VI conte di Shaftesbury, ebbero tre figli;
- Lord Francis Almeric Spencer (1779-1845), sposò Lady Frances FitzRoy, ebbero otto figli;
- Lady Sophia Amelia Spencer (1785-1849), sposò Henry Pytches Boyce, non ebbero figli.

## Ascendenza
|                                          |                                |                                       | Genitori                          |  |  | Nonni |  |  | Bisnonni                               |  |  | Trisnonni                            |  |
|                                          |                                |                                       |                                   |  |  |       |  |  | Robert Spencer, II conte di Sunderland |  |  | Henry Spencer, I conte di Sunderland |  |
|                                          |                                |                                       |                                   |  |  |       |  |  | Robert Spencer, II conte di Sunderland |  |  | Henry Spencer, I conte di Sunderland |  |
|                                          |                                | Dorothy Sidney                        |                                   |  |  |       |  |  | Robert Spencer, II conte di Sunderland |  |  |                                      |  |
| Charles Spencer, III conte di Sunderland |                                |                                       |                                   |  |  |       |  |  | Robert Spencer, II conte di Sunderland |  |  |                                      |  |
|                                          |                                | Anne Digby                            | George Digby, II conte di Bristol |  |  |       |  |  |                                        |  |  |                                      |  |
|                                          |                                | Anne Digby                            | George Digby, II conte di Bristol |  |  |       |  |  |                                        |  |  |                                      |  |
|                                          |                                | Anne Digby                            | Anne Russell                      |  |  |       |  |  |                                        |  |  |                                      |  |
| Charles Spencer, III duca di Marlborough |                                | Anne Digby                            |                                   |  |  |       |  |  |                                        |  |  |                                      |  |
|                                          |                                | John Churchill, I duca di Marlborough | Winston Churchill                 |  |  |       |  |  |                                        |  |  |                                      |  |
|                                          |                                | John Churchill, I duca di Marlborough | Winston Churchill                 |  |  |       |  |  |                                        |  |  |                                      |  |
|                                          |                                | John Churchill, I duca di Marlborough | Elizabeth Drake                   |  |  |       |  |  |                                        |  |  |                                      |  |
| Anne Churchill                           |                                | John Churchill, I duca di Marlborough |                                   |  |  |       |  |  |                                        |  |  |                                      |  |
|                                          |                                | Sarah Jennings                        | Richard Jennings                  |  |  |       |  |  |                                        |  |  |                                      |  |
|                                          |                                | Sarah Jennings                        | Richard Jennings                  |  |  |       |  |  |                                        |  |  |                                      |  |
|                                          |                                | Sarah Jennings                        | Frances Thornhurst                |  |  |       |  |  |                                        |  |  |                                      |  |
| George Spencer, IV duca di Marlborough   |                                | Sarah Jennings                        |                                   |  |  |       |  |  |                                        |  |  |                                      |  |
|                                          | Thomas Trevor, I barone Trevor | John Trevor                           |                                   |  |  |       |  |  |                                        |  |  |                                      |  |
|                                          | Thomas Trevor, I barone Trevor | John Trevor                           |                                   |  |  |       |  |  |                                        |  |  |                                      |  |
|                                          | Thomas Trevor, I barone Trevor | Ruth Hampden                          |                                   |  |  |       |  |  |                                        |  |  |                                      |  |
| Thomas Trevor, II barone Trevor          | Thomas Trevor, I barone Trevor |                                       |                                   |  |  |       |  |  |                                        |  |  |                                      |  |
|                                          |                                | Elizabeth Searle                      | John Searle                       |  |  |       |  |  |                                        |  |  |                                      |  |
|                                          |                                | Elizabeth Searle                      | John Searle                       |  |  |       |  |  |                                        |  |  |                                      |  |
|                                          |                                | Elizabeth Searle                      | Anne Nicoll                       |  |  |       |  |  |                                        |  |  |                                      |  |
| Elizabeth Trevor                         |                                | Elizabeth Searle                      |                                   |  |  |       |  |  |                                        |  |  |                                      |  |
|                                          |                                | Timothy Burrell                       | Walter Burrell                    |  |  |       |  |  |                                        |  |  |                                      |  |
|                                          |                                | Timothy Burrell                       | Walter Burrell                    |  |  |       |  |  |                                        |  |  |                                      |  |
|                                          |                                | Timothy Burrell                       | Frances Hooper                    |  |  |       |  |  |                                        |  |  |                                      |  |
| Elizabeth Burrell                        |                                | Timothy Burrell                       |                                   |  |  |       |  |  |                                        |  |  |                                      |  |
|                                          |                                | Elizabeth Chilcott                    | John Chilcott                     |  |  |       |  |  |                                        |  |  |                                      |  |
|                                          |                                | Elizabeth Chilcott                    | John Chilcott                     |  |  |       |  |  |                                        |  |  |                                      |  |
|                                          |                                | Elizabeth Chilcott                    | …                                 |  |  |       |  |  |                                        |  |  |                                      |  |
|                                          |                                | Elizabeth Chilcott                    |                                   |  |  |       |  |  |                                        |  |  |                                      |  |